# Canon EF 70-200mm
EF 70-200mm je telefoto zoom objektiv, ki ga izdeluje Canon Inc.
Objektiv ima EF mount (EF-sedež), tako da deluje s Canon EOS fotoaparati.
Obstajajo štiri različne verzije objektiva. Vse štiri verzije imajo konstantno maksimalno zaslonko (aperturo) skozi celotno zoom območje. Vsi štirje objektivi so L-serija objektivov.
- {\displaystyle f} /2.8L IS USM
- {\displaystyle f} /2.8L USM
- Napaka pri razčlembi (SVG (MathML lahko omogočite z vtičnikom brskalnika): Neveljavni odziv (»Math extension cannot connect to Restbase.«) strežnika »http://localhost:6011/sl.wikipedia.org/v1/«:): {\displaystyle f}
 /4L IS USM
- {\displaystyle f} /4L USM

Vsi štirje objektivi imajo sloves zagotavljanja odlične optične kakovosti v primerjavi z raznimi fiksnimi objektivi na vseh goriščnih razdaljah v zoom področju. {\displaystyle f} /4 brez IS, najcenejši v L-seriji, je popularen pri pokrajinskih fotografih in hobi fotografih, kateri želijo imeti L-serijo brez zapravljanja tisočih evrov. {\displaystyle f} /2.8 pa je popularen pri novinarskih fotografih in portretnih fotografih. Z IS opremljeni objektivi uporabljajo krožno izrezane dele zaslonke, tako da pri maksimalnem odprtju tvorijo skoraj okroglo odprtino.
Objektivi so zaščiteni pred prahom in vodnimi kapljicami. Prav tako pa so objektivi kompatibilni s Canon EF telekonverterji.

## "Crop" faktor
Pri uporabi objektiva s Canon APS-C DSLR fotoaparati, kot npr. Canon EOS 400D, Canon EOS 450D, Canon EOS 40D,... se efektivna goriščna razdalja spremeni za faktor 1,6. To pomeni, da imamo pri Canon EF 70-200mm goriščno razdaljo med 112 in 320mm.

## Stikala
Najbolj pogost problem pri teh objektivih je položaj stikal za IS in samodejno osrenje, kajti pogosto se fotografom dogaja, da pri ročnem fotografiranju pomotoma preklopijo stikalo. Nekateri fotografi rešujejo ta problem s prekrivanjem stikal z različnimi stvarmi.
Za rešitev tega problema pa se je Canon že odzval pri zadnjih izmed teh objektivov in je tako pri {\displaystyle f} /4 IS USM in {\displaystyle f} /2.8 IS USM uporabil stikala, ki zmanjšujejo možnost tega dogodka  Arhivirano 2007-09-30 na Wayback Machine..

## Specifikcije
|                             | {\displaystyle f} /2.8L IS USM | {\displaystyle f} /2.8L USM | {\displaystyle f} /4L IS USM   | {\displaystyle f} /4L USM |
| --------------------------- | ------------------------------ | --------------------------- | ------------------------------ | ------------------------- |
| Slika                       |                                |                             |                                |                           |
| Stabilizator slike (IS)     | Da; 2. generacija (3-stopnje)  | Ne                          | Da; 3. generacija, (4-stopnje) | Ne                        |
| Odpornost na vlago in prah  | Da                             | Ne                          | Da                             | Ne                        |
| Ultrasonični motor (USM)    | Da                             | Da                          | Da                             | Da                        |
| L-serija                    | Da                             | Da                          | Da                             | Da                        |
| Makro                       | Ne                             | Ne                          | Ne                             | Ne                        |
| Največja zaslonka           | {\displaystyle f} /2.8         | {\displaystyle f} /2.8      | {\displaystyle f} /4           | {\displaystyle f} /4      |
| Najmanjša zaslonka          | {\displaystyle f} /32          | {\displaystyle f} /32       | {\displaystyle f} /32          | {\displaystyle f} /32     |
| Teža                        | 1590 g                         | 1310 g                      | 760 g                          | 705 g                     |
| Največji premer             | 86 mm                          | 85 mm                       | 76 mm                          | 76 mm                     |
| Dolžina                     | 197 mm                         | 194 mm                      | 172 mm                         | 172 mm                    |
| Premer filtra               | 77 mm                          | 77 mm                       | 67 mm                          | 67 mm                     |
| Vodoravni vidni kot         | 29° – 10°                      | 29° – 10°                   | 29° – 10°                      | 29° – 10°                 |
| Navpični vidni kot          | 19°30′ – 7°                    | 19°30′ – 7°                 | 19°30′ – 7°                    | 19°30′ – 7°               |
| Diagonalni vidni kot        | 34° – 12°                      | 34° – 12°                   | 34° – 12°                      | 34° – 12°                 |
| Skupin/elementov            | 18/23                          | 15/18                       | 15/20                          | 13/16                     |
| Št. delov zaslonke          | 8                              | 8                           | 8                              | 8                         |
| Najbližja razdalja ostrenja | 1.4 m                          | 1.5 m                       | 1.2 m                          | 1.2 m                     |
| Datum izdaje                | September 2001                 | Marec 1995                  | November 2006                  | September 1999            |
| Informativna cena*          | 2,200.00 €                     | 1,400.00 €                  | 1,300.00 €                     | 700.00 €                  |

```
   * Cena je informativne narave, saj lahko niha med prodajalci za nekaj 100 €
```